# BMW E34
BMW E34 — третье поколение BMW пятой серии, выпускавшееся с 1987 года по 1995-й с кузовом седан и по 1996-й с кузовом универсал. Всего было выпущено 1 333 412 автомобилей, из них 124 656 универсалов.
Автомобиль был выдержан в стиле традиционного BMW, но в то же время содержал в себе современные технологии. Он был также оснащён автоматическим контролем устойчивости (ASC) или тяги (ASC + T).

## Модели E34

### 518i
- 518i (1987–1993) M40B18
- 518i (1993–1996) M43B18

### 518
- 518 Touring (1994–1996) Универсал с мотором 1,8 с функцией работы на метане помимо бензина.

### 520i
| Годы выпуска      | Маркировка ДВС       | Рабочий объём | DME                | Передаточные числа главной пары                                                              |
| ----------------- | -------------------- | ------------- | ------------------ | -------------------------------------------------------------------------------------------- |
| 09.1987 – 04.1990 | M20 B20 6 KA         | 1991          | Bosch Motronic 1.3 | 4.44                                                                                         |
| 01.1989 – 08.1992 | M50 B20 6 S1         | 1991          | Bosch Motronic 3.1 | механика: 4.27 по 01.1991                                                                    |
| 05.1989 – 09.1992 | M50 B20 6 S1         | 1991          | Bosch Motronic 3.1 | автомат: 4.44, с 09.1990 3.64 механика: 3.46 с 01.1991 (с 11.1990 для машин с кондиционером) |
| 09.1991 – 09.1992 | M50 B20TU 6 S1       | 1991          | Siemens MS 40.0    | автомат: 3.64 механика: 3.46                                                                 |
| 09.1992 – 01.1996 | M50 B20TU 6 S2 Vanos | 1991          | Siemens MS 40.1    | автомат: 4.46 механика: 3.46                                                                 |

### 525i, 525ix
- 525i (1988–1990) M20B25
- 525i (1990–1995) M50B25
- 525ix(1992–1995) M50B25 (полноприводная версия)

###### 530i, 535i, 540i,524td,525tds
- 530i (1988–1990) M30B30
- 530i (1992–1995) M60B30
- 535i (1987–1992) M30B34
- 540i (1992–1996) M60B40

## Общее

### Характеристики модели
В октябре 1987 года BMW начали производство семейства Е34. По сравнению с Е28, кузов стал более обтекаемым, появились вертикальные указатели поворота спереди, противотуманные фары под бампером. Габариты по сравнению с предыдущей моделью пятой серии ощутимо выросли, а масса автомобиля была снижена.
По сравнению с предыдущей моделью пятой серии — BMW E28, восходящей к разработкам начала 1970-х годов — автомобили нового семейства были шагом вперёд. Значительно расширился набор базового и опционального оборудования, повысился общий технический уровень автомобиля.
Настройка ходовой части обеспечивала сочетание комфорта и управляемости (однако, предпочтение отдавалось последнему). Версии с двигателями большого рабочего объёма отличались хорошими динамическими характеристиками, наряду с ними выпускались и экономичные четырёхцилиндровые модификации, обычно с упрощённым оформлением интерьера.
Немного тесноватый салон с низкой линией крыши ориентирован на удобство водителя: консоль панели приборов (доступной в чёрном, синем, сером, коричневом, бежевом и красном (очень редком цвете)) развёрнута в его сторону, сиденье водителя имеет пять электрорегулировок; всё скомпоновано так, чтобы обеспечить просторную посадку именно на передних сиденьях. Для Е34 была характерна эргономика органов управления.
Подвеска при высоком качестве покрытия дискомфорта у пассажиров не вызывает. Двигатель звучит приглушённо даже на высоких оборотах. Обзорность во всех направлениях, кроме заднего, достаточная, назад — затруднённая.
В крышке багажного отсека был размещён весьма полный комплект инструмента. Зато все прочие дополнения (кроме АБС фирмы Bosch и подушки безопасности для водителя) предлагались только в опциях. Гидроусилитель рулевого управления развивает полную мощность при маневрировании, а с ростом скорости уменьшает своё действие для повышения точности обратной связи. Тормоза — с мощным замедлением, информативностью, мягко и точно работающей АБС.
Пятая серия стала наиболее представительной по набору двигателей в производственной программе компании, которая создала для неё широкий диапазон рядных шестицилиндровых бензиновых силовых агрегатов c впрыском «Бош-Мотроник»: 2,0 л, 129 л. с., шины 195/65 HR15 (модель 520i); 2,5 л, 170 л. с. (525i); 3,0 л, 188 л. с., шины 205/65 VR15 (530i) и 3,4 л, 211 л. с., шины 205/65 VR15 (535i). Их агрегировали с автоматическими 4-диапазонными и 5-ступенчатыми механическими коробками передач. В марте 1988 года появились экономичные (9,3 л/100 км в городе) седаны 524td с турбодизелем мощностью 115 л. с.
Топ-модель — седан М5 с двигателем рабочим объёмом 3,6 л (315 л. с.) и увеличенным до 90 л топливным баком — появилась в январе 1989 года и сразу завоевала популярность в кругах любителей быстрой езды. Укомплектованная механической пятиступенчатой коробкой передач, противобуксовочной системой и шинами размерности 235/45 ZR17 спереди и 255/40 ZR17 сзади, она стала самой динамичной в своём классе (разгон до 100 км/ч за 6,3 с, максимальная скорость ограничена — 250 км/ч).
В апреле 1992 этот двигатель заменили более мощным 3,8-литровым 327-сильным, а через месяц появилась его 340-сильная версия. В серийной комплектации все машины оборудовали усилителями тормозов.
В BMW тех лет имеются два диагностических интерфейса. Самый ранний BMW интерфейс, известный как ADS, представляет собой круглую соединительную колодку с двадцатью контактами. В автомобилях BMW после 1996 года стали появляться стандартные шестнадцатипиновые OBDII колодки. ADS в BMW просуществовал до начала 2000-х годов и отсутствовал в поздних E38.

### История выпуска
В мае 1990 года начался выпуск седанов 520i и 525i с новым двигателем М50 имеющим 24-клапанную головку блока цилиндров, что позволило «снимать» по 150 и 192 л. с. Октябрь 1991 г. ознаменовал появление первой в истории семейства «пятёрок» полноприводной модификации 525iX с 2,5-литровым двигателем (192 л. с.). Она имела более высокую активную безопасность в сравнении с традиционными заднеприводными моделями: она устойчива и не поддаётся не только заносу, но и резкой пробуксовке колёс на сухом асфальте (благодаря противобуксовочной системе), и тем более не позволяет автомобилю сесть в лужу на проселочной дороге.
Кроме того в это же время появился новый турбодизель с промежуточным охлаждением — 525tds (143 л. с.), что позволило достигать максимальной скорости более 200 км/ч и при этом средний расход составлял всего 7 л/100 км. С ноября в автосалонах появились бюджетные версии седана — 518i — с тяговитым 113-сильным двигателем, предназначенные в основном для восточноевропейского рынка.
В январе 1992 г. полным ходом пошли продажи элегантных универсалов Touring 520i и 525i, которые сохранили все лучшие ездовые качества седанов, а также версии с системой полного привода BMW 525iX Touring. Объём багажного отсека при пяти ездоках составлял 460 л, а с двумя — 1450 л. В сентябре двигатели с индексом М50 (2 и 2,5 литра) стали оснащаться системой изменения фаз газораспределения VANOS, что позволило развивать двигателю большую мощность на низких оборотах, а также снизить расход топлива.
С октября 1992 года в продажу поступили седаны и универсалы 530i (218 л. с.) и 286-сильный 540i (вместо 535), оснащённые малошумными высокотехнологичными двигателями V8, а также М5 Touring. Осенью 1992 был проведен небольшой рестайлинг модели — боковые зеркала заднего вида стали более элегантной и современной формы. В апреле 1994 года БМВ 5-й серии получила новую широкую решётку радиатора и новый капот, а также пластиковые накладки на пороги, и вторую подушку безопасности в торпедо. Также в 94-м году у «пятёрки» в базе появились повторители указателя поворотов на передних крыльях.
В январе 1993-го на 518i стали устанавливать новый 4-цилиндровый 1,8 л двигатель мощностью 115 л. с. А в апреле 115-сильный 2,4-литровый турбодизель (524td) заменили на 2,5-литровый 143-сильный турбодизель (525tds), агрегатируемый с автоматическими и механическими КП.

### Стоимость
На момент своего появления на рынке Западной Германии BMW 525i стоила 47 000 DM. Дополнительно можно было заказать автоматическую коробку передач за 2450 DM, передние и задние электрические стеклоподъёмники за 1675 DM, механический прозрачный люк в крыше за 1380 DM и окраску «металлик» за 1175 DM.

| Модель     | Мощность | КПП   | 0-100 км/ч | 0-140 км/ч | 0-160 км/ч | 0-180 км/ч | 0-200 км/ч | 60-100 км/ч (4 передача | 80-120 км/ч (5 передача) | 1000 м с места | Максимальная скорость | Стоимость  |
| 518i       | 113 л.с. | 5МКПП | 12,3 с.    | 25,4 с.    | 38,0 с.    | -          | -          | 12,7 с.                 | 20,7 с.                  | 33,4 с.        | 194 км/ч              | 43 500 DM  |
| 520i       | 129 л.с. | 5МКПП | 11,6 с.    | 23,1 с.    | 32,7 с.    | -          | -          | 13,7 с.                 | 22,6 с.                  | 32,6 с.        | 205 км/ч              | 38 500 DM  |
| 520i       | 150 л.с. | 5МКПП | 10,4 с.    | 21,3 с.    | 28,1 с.    | 40,9 с.    | -          | 13,3 с.                 | 20,4 с.                  | 31,4 с.        | 216 км/ч              | 49 100 DM  |
| 525i       | 170 л.с. | 5МКПП | 9,3 с.     | 17,8 с.    | 25,2 с.    | 34,5 с.    | -          | 12,4 с.                 | 18,7 с.                  | 30,4 с.        | 228 км/ч              | 50 400 DM  |
| 525i Auto  | 192 л.с. | 5АКПП | 10,6 с.    | 19,3 с.    | 26,0 с.    | 39,5 с.    | -          | -                       | -                        | 31,5 с.        | 227 км/ч              | 65 755 DM  |
| 525i       | 192 л.с. | 5МКПП | 8,6 с.     | 16,1 с.    | 22,5 с.    | 31,4 с.    | -          | 11,5 с.                 | 16,0 с.                  | 29,7 с.        | 232 км/ч              | 53 000 DM  |
| 524td      | 115 л.с. | 5МКПП | 13,7 с.    | 28,3 с.    | 42,7 с.    | -          | -          | 12,0 с                  | 18,1 с.                  | 34,5 с.        | 195 км/ч              | 41 800 DM  |
| 525tds     | 143 л.с. | 5МКПП | 10,6 с.    | 21,9 с.    | 31,3 с.    | -          | -          | 9,9 с.                  | 13,6 с.                  | 31,9 с.        | 207 км/ч              | 52 700 DM  |
| 530i       | 188 л.с  | 5МКПП | 8,8 с.     | 16,8 с.    | 22,9 с.    | 31,2 с.    | -          | 12,0 с.                 | 18,3 с.                  | 29,8 с.        | 225 км/ч              | 54 000 DM  |
| 530i       | 218 л.с. | 5МКПП | 8,1 с.     | 15,2 с.    | -          | 28,6 с.    | -          | 9,1 с.                  | 12,6 с.                  | 28,6 с.        | 235 км/ч              | 76 600 DM  |
| 535i Auto  | 211 л.с. | 4АКПП | 9,8 с.     | 17,6 с.    | 23,3 с.    | 30,8 с.    | -          | -                       | -                        | 30,4 с.        | 233 км/ч              | 68 350 DM  |
| 535i       | 211 л.с. | 5МКПП | 7,9 с.     | 14,6 с.    | 20,1 с.    | 27,0 с.    | 38,1 с.    | 9,6 с.                  | 14,2 с.                  | 28,6 с.        | 237 км/ч              | 62 000 DM  |
| 540i Auto  | 286 л.с. | 5АКПП | 7,5 с.     | 13,2 с.    | 17,1 с.    | 23,1 с.    | 30,7 с.    | -                       | -                        | 27,6 с.        | 240 км/ч              | 92 800 DM  |
| 540i       | 286 л.с. | 6МКПП | 6,5 с.     | 11,1 с.    | -          | 19,8 с.    | -          | 7,5 с.                  | 9,9 с.                   | 26,4 с.        | 250 км/ч              | 80 200 DM  |
| M5         | 315 л.с. | 6МКПП | 6,2 с.     | 11,2 с.    | 14,3 с.    | 18,4 с.    | 23,4 с.    | 8,3 с.                  | 11,4 с.                  | 25,9 с.        | 250 км/ч              | 122 270 DM |
| М5         | 340 л.с. | 6МКПП | 5,7 с.     | 10,0 с.    | 13,0 с.    | -          | 21,1 с.    | 7,0 c.                  | 9,5 с.                   | -              | 250 км/ч              | 140 935 DM |
| M5 Touring | 340 л.с. | 6МКПП | 6,3 с.     | 11,5 с.    | -          | 19,4 с.    | 25,0 с.    | 7,6 с.                  | 10,9 с.                  | 26,1 с.        | 250 км/ч              | 143 725 DM |
| ---------- | -------- | ----- | ---------- | ---------- | ---------- | ---------- | ---------- | ----------------------- | ------------------------ | -------------- | --------------------- | ---------- |

| Производитель Модель | Модель двигателя | Мощность             | Крутящий момент   | КПП   | 0-100 км/ч | 0-140 км/ч | 0-160 км/ч | 0-180 км/ч | 0-200 км/ч | 60-100 км/ч (4 передача | 80-120 км/ч (5 передача) | 1000 м с места | Максимальная скорость | Стоимость  |
| ALPINA B10 3.5       | M30B35           | 254 л.с./6000 об/мин | 325Нм/4000 об/мин | 5МКПП | 7,4 с.     | 13,3 с.    | 18,0 с.    | 23,1 с.    | 29,9 с.    | 8,6 с.                  | 12,1 с.                  | 27,6 с.        | 255 км/ч              | 87 500 DM  |
| ALPINA B10 4.6       | M60B40           | 340 л.с./5700 об/мин | 480Нм/3900 об/мин | 5AКПП | 6.4 c.     | -          | 14,3 с.    | -          | 23,1 с.    | 8,5 с.                  | 8,2 с.                   | 25,8 с.        | 275 км/ч              | 133 500 DM |
| ALPINA B10 BITURBO   | M30B35           | 360 л.с./6000 об/мин | 520Нм/4000 об/мин | 5МКПП | 5.6 c.     | 9,8 с.     | 12,3 с.    | 15,7 с.    | 19,7 с.    | 7,1 с.                  | 9,2 с.                   | 24,7 с.        | 288 км/ч              | 143 000 DM |
| Schnitzer S5 3.7     | M30B35           | 262 л.с./6500 мин    | 345Нм/4300 об/мин | 5МКПП | 6,8 с.     | 12,0 с.    | 16,1 с.    | 20,2 с.    | 26,2 с.    | 8,0 с.                  | 11,2 с.                  | 26,6 с.        | 265 км/ч              | 102 322 DM |
| Hartge H5            | M30B35           | 240 л.с./6000 мин    | 320Нм/4000 об/мин | 5МКПП | 7,3 с.     | 13,3 с.    | 17,3 с.    | 23,2 с.    | 30,8 с.    | -                       | -                        | 27,6 с.        | 249 км/ч              | 85 027 DM  |
| Hartge H5 V12        | M70B50           | 326 л.с./5350 об/мин | 478Нм/4250 об/мин | 5МКПП | 6,3 с.     | 11,4 с.    | 14,4 с.    | 18,0 с.    | 23,3 с.    | 6,6 с.                  | 8,3 с.                   | 25,9 с.        | 260 км/ч              | 186 000 DM |
| M5 MK MOTORSPORT     | S38B36           | 360 л.с./7000 об/мин | 420Нм/5200 об/мин | 6МКПП | 5,7 с.     | 9,9 с.     | 12,9 с.    | 16,6 с.    | 21,8 с.    | 9,7 с.                  | 14,9 с.                  | 25,0 с.        | 273 км/ч              | 159 120 DM |
| Koenig BMW M5        | S38B36           | 345 л.с./6900 об/мин | 385Нм/4750 об/мин | 6МКПП | 5,5 с.     | 10,0 с.    | 12,7 с.    | 16,7 с.    | 21,0 с.    | -                       | -                        | 24,8 с.        | 269 км/ч              | 174 900 DM |
| -------------------- | ---------------- | -------------------- | ----------------- | ----- | ---------- | ---------- | ---------- | ---------- | ---------- | ----------------------- | ------------------------ | -------------- | --------------------- | ---------- |

## Alpina B10
Второе поколение Alpina B10 построено на базе BMW E34, в зависимости от версии двигателя на BMW 525ix, 535i или 540i. С 1988 по 1996 год было построено 1215 экземпляров в кузове седан и универсал. Автомобиль был доступен в пяти модификациях.

### B10 3.5 / 1
На момент запуска была единственной доступной версией B10. Рядный шестицилиндровый двигатель объемом 3,5 литра от BMW 535i был переработан и развивал 187 кВт (254 л.с.) вместо 155 кВт (211 л.с.). В 1992 году производство прекратили после 600 выпущенных экземпляров.

### B10 Biturbo
Двигатель самого мощного на тот момент серийного седана в мире также был от BMW 535i и имел 2 турбокомпрессора Garrett T25. Это увеличило мощность со 155 кВт (211 л.с.) до 265 кВт (360 л.с.). С августа 1989 г. по март 1994 г. было выпущено 507 машин.

### B10 4.0
В апреле 1993 года Alpina выпустила первый B10 с восьмицилиндровым двигателем. Для этого был модифицирован двигатель BMW 540i, мощность которого увеличили с 210 кВт (286 л.с.) до 232 кВт (315 л.с.). К августу 1995 года с конвейера сошло 45 экземпляров.

### Allrad B10 3.0
Эта версия базировалась на основе BMW 525ix, с октября 1993 года было выпущено 64 машины. Рабочий объем рядного шестицилиндрового двигателя с четырехклапанной технологией был увеличен с 2,5 до 3,0 литров, а мощность увеличена с 141 кВт (192 л.с.) до 170 кВт (231 л.с.).

### B10 4.6
Эта модель пришла на смену B10 Biturbo в марте 1994 года. Блок двигателя BMW 540i был просверлен, для того чтобы получить рабочий объем в 4,6 литра. Мощность 250 кВт (340 л.с.) была чуть ниже чем у B10 Bi-Turbo, было выпущено 27 автомобилей.
| модель                     | B10 3,5 / 1        | B10 Biturbo        | B10 3.0 полный привод [Универсал] | B10 4.0 [Универсал]     | B10 4.6 [Универсал]                 |
| -------------------------- | ------------------ | ------------------ | --------------------------------- | ----------------------- | ----------------------------------- |
| Платформа                  | BMW 535i E34       | BMW 535i E34       | BMW 525ix E34                     | BMW 540i E34            | BMW 540i E34                        |
| Объем двигателя            | 3430 куб.          | 3430 куб.          | 2997 куб.                         | 3982 куб.               | 4619 куб.                           |
| Количество цилиндров / тип | R6                 | R6                 | R6                                | V8                      | V8                                  |
| Мощность                   | 187 кВт (254 л.с.) | 265 кВт (360 л.с.) | 170 кВт (231 л.с.)                | 232 кВт (315 л.с.)      | 250 кВт (340 л.с.)                  |
| Крутящий момент            | 325 Нм             | 520 Нм             | 312 Нм                            | 410 Нм                  | 480 Нм                              |
| Разгон, 0-100 км / ч       | 6,4 с              | 5,6 с              | 7,9 с [8,4 с]                     | 6,5 с [6,7 с]           | 6,1 с [6,2 с]                       |
| Максимальная скорость      | 250 км / ч         | более 290 км / ч   | 235 км / ч [230 км / ч]           | 268 км / ч [263 км / ч] | более 275 км / ч [более 270 км / ч] |